# 방효태
방효태(龐孝泰) 혹은 방효공(龐孝恭, ? ~ 662년)은 중국 당나라 초의 무장으로 백주(白州) 사람이다. 남만인으로서 당나라에 협력하였다. 제2차 여당 전쟁에도 참여했다가 사수 전투에서 전사하였다.

## 생애
623년(무덕 6년) 4월(음력) 남주자사(南州―)로 있으면서 남월주자사(南越州―) 영도명(甯道明), 고주(高州)의 수령 풍훤(馮暄) 등과 같이 당나라에 맞서 강주(姜州)로 진공하였다. 흠주도독(欽州都督) 영장진(甯長眞)과 합주자사(合州―) 영순(甯純) 등은 당나라에 협력하여 이들과 싸웠다. 625년 영장진이 강주 봉산현(封山縣)을 함락시킬 때 방효태도 이에 호응하여 풍훤 등을 공격해 패주시켰다.
645년(정관 19년) 제1차 여당전쟁에서는 평양도행군대총관(平壤道行軍大總管) 장량(張亮)의 수군에 총관으로 종군하였다. 660년(현경 5년)에는 좌효위장군(左驍衞將軍)으로 있었다. 좌무위대장군(左武衛―) 소정방이 신구우이마한웅진(神丘嵎夷馬韓熊津) 등 14도대총관이 되어 백제를 멸할 때 유백영, 풍사귀(馮士貴) 등과 함께 따랐다.
661년(용삭 원년) 옥저도행군총관(沃沮道―)으로서 패강도행군총관(浿江道―) 임아상(任雅相), 요동도행군총관(遼東道―) 글필하력, 평양도행군총관 소정방, 부여도행군총관(扶餘道―) 소사업(蕭嗣業), 누방도행군총관(鏤方道―) 정명진과 더불어 다시 고구려 정복에 나섰다. 총 규모는 35개 군이었다. 이듬해인 662년 방효태는 영남의 병사들을 거느리고 사수(蛇水)를 지키다가 고구려의 대막리지 연개소문에게 대패하였다. 혹자가 포위망을 뚫고 유백영이나 조계숙(曹繼叔)의 진영으로 탈출하기를 권하자 “태종과 고종에 걸쳐 당나라에 복무하며 그 은총을 지나치게 입었다. 고구려를 멸하지 않고서는 돌아가지 않겠다. 유백영 등이 구태여 날 구할 필요는 없다. 더구나 내가 데려온 고향의 자제 5천여 명이 모조리 죽어버렸는데 어찌 이 몸 하나만 살아남으려 하겠는가!”라 답하였다. 수만 명이 죽었고, 방효태 자신도 무수한 화살에 고슴도치가 되어 그의 아들 13명과 함께 산화하였다. 작위는 건녕현공(建寧縣公)에 이르렀으며 시호는 장(壯)이라 하였다.

## 방효태가 등장한 작품
- 《연개소문》(SBS, 2006년~2007년, 배우:선동혁)
- 《대조영》, KBS, 2006년~2007년, 배우: 진운성

## 평가
평범한 수준의 무장으로 고구려도 그 수준을 알고 방효태를 격파하였다. 그런데 허경종(許敬宗)은 재물을 받고는 그 전과를 부풀렸으며 당나라의 날래고 용맹한 자는 오직 소정방과 방효태뿐이라며 조계숙과 유백영도 그 아래라는 그릇된 평가를 하였다.

## 참고 문헌
- 《신당서》220권 열전 제145 동이 고려